# Rhodostrophia subseparata
Rhodostrophia subseparata är en fjärilsart som beskrevs av Louis Beethoven Prout 1935. Rhodostrophia subseparata ingår i släktet Rhodostrophia och familjen mätare. Inga underarter finns listade.